# Alfred Blue
(en) Statistiques sur pro-football-reference
Alfred Calvin Blue III, né le 27 avril 1991 à Marrero, Louisiane, est un joueur professionnel américain de football américain ayant évolué au poste de running back dans la National Football League (NFL).
Après avoir joué au niveau universitaire pour les Tigers de LSU dans la NCAA Division I FBS, il est sélectionné par la franchise des Texans de Houston lors de la draft 2014 de la NFL où il reste cinq saisons, jouant principalement en tant que réserviste. Engagé en 2019 pour les Jaguars de Jacksonville, il est libéré vers la mi-saison sans avoir participé au moindre match.

## Biographie

### Sa jeunesse
Blue étudie au lycée Hahnville (en) où il joue au football américain. Il y gagne 1 695 yards et inscrit 25 touchdowns à la passe ainsi que 200 yards et trois touchdowns en réception lors de son année senior en 2009.
Blue fait également partie de l'équipe d'athlétisme où il court le 200 mètres en 23,5 secondes et le relais 4 x 200 mètres en 1 min 28 s 70.
Il est considéré comme une recrue trois étoiles par Rivals.com et Scout.com (en).
Blue s'engage ensuite avec l'université d'État de Louisiane pour jouer au niveau universitaire avec les Tigers sous la direction de l'entraîneur Les Miles (en),.

### Carrière universitaire
Blue joue de 2010 à 2013 pour les Tigers de LSU en NCAA Division I FBS.
Lors de sa première saison (freshman), Blue fait partie du groupe des arrières (backfield) avec Stevan Ridley, Michael Ford, Russell Shepard (en), Richard Murphy (en) et Spencer Ware. Le 11 septembre contre les Commodores de Vanderbilt, il fait ses débuts en compétition et totalise cinq courses pour un gain de 23 yards et un touchdown . Il compte en fin de saison un gain de 101 yards et un touchdown à la course.
La saison suivante (sophomore), le rôle de Blue devient plus important au sein des arrières. Il termine la saison troisième de son équipe au nombre de courses derrière Spencer Ware et Michael Ford. Entre le 24 septembre et le 8 octobre, il inscrit un touchdown à la course lors de trois matchs consécutifs,,. Le 12 novembre contre Western Kentucky,  il gagne 119 yards et inscrit deux touchdowns à la course. Lors de la finale de conférence SEC contre Georgia, il gagne 54 yards et inscrit un touchdown à la passe. En fin de saison, il compte un gain de 539 yards et sept touchdowns inscrits à la course.
En 2002 lors de son année junior, Blue termine premier de son équipe au nombre de yards gagnés à la course et sixième au nombre de courses. À la suite d'une rupture du ligament croisé antérieur, il ne participe qu'à trois matchs, terminant la saison avec un gain cumulé de 270 yards et deux touchdowns à la course ainsi qu'un gain de 45 yards en sept réceptions,.
Lors de son année senior, Blue termine troisième de son équipe au nombre de courses effectuées et au nombre de yards gagnés à la course. En fin de saison, il totalise un gain de 343 yards et un touchdown à la course avec 62 yards supplémentaires gagnés en cinq réceptions.

### Carrière professionnelle
| Taille               | Poids            | Bras            | Main           | Sprint   | Sprint   | Sprint   | Shuttle 20 yards | 3 cones drill | Détente       | Détente             | Développé couché | Test Wonderlic |
| Taille               | Poids            | Bras            | Main           | 40 yards | 10 yards | 20 yards | Shuttle 20 yards | 3 cones drill | verticale     | horizontale         | Développé couché | Test Wonderlic |
| 1,89 m (6 ft 2 ⅜ in) | 101 kg (2223 lb) | 82 cm (32 ⅜ in) | 25 cm (9 ⅞ in) | 4,63 s   | -        | -        | 4,50 s           | 7,15 s        | 81 cm (32 in) | 3,07 m (10 ft 1 in) | 13 reps          | -              |

#### Texans de Houston
Blue est sélectionné en 181e choix global lours du 6e tour de la draft 2014 de la NFL par la franchise des Texans de Houston,.
Au cours de sa première saison avec les Texans, il bloque un punt des Redskins de Washington qu'il retourne en touchdown. Il est titulaire pour la première fois de sa carrière professionnelle le 21 septembre 2014 contre les Giants de New York. Il recouvre son premier fumble le 5 octobre contre les Cowboys de Dallas et inscrit son premier touchdown en réception le 20 octobre contre les Steelers de Pittsburgh. Son premier touchdown à la suite d'une course est inscrit le 7 décembre contre les Jaguars de Jacksonville. Il termine son année rookie avec un bilan de 528 yards gagnés à la course, soit la quatrième meilleure performance réalisée par un running back débutant de l'histoire de la franchise,.
En 2015, il gagne plus de 100 yards à la course à trois reprises soit lors du match joué en 3e semaine contre les Buccaneers de Tampa Bay (139 yards avec un touchdown),  le 20 décembre lors de la victoire 16 à 10 contre les Colts d'Indianapolis (107 yards et lors du dernier match de la saison régulière gagné 30 à 6 contre les Jaguars de Jacksonville (102 yards). En fin de saison, il totalise 698 yards et deux touchdowns à la course avec 109 yards et un touchdown en 15 réceptions. Les Texans remportent le titre de la division AFC South et se qualifient piour la phase finale de la NFL. Ils perdant néanmoins 0 à 30 le match de wild card joué contre les Chiefs de Kansas City au terme duquel Bkue totalise un gain de 99 yards en 17 courses.
La saison 2016 de Blue est moins bonne. Il inscrit son seul touchdown lors du match contre les Bengals de Cincinnati joué la veille de Noël. Sur la saison, il totalise un gain de 420 yards et un touchdown en 100 courses. Pour la deuxième année consécutive, son équipe remporte le titre de la division AFC South. Ils remportent 27 à 14 le match de wild card joué contre les Raiders d'Oakland mais Blue n'y gagne que 4 yards à la course. Il ne gagne ensuite que deux yards lors de la défaite 16 à 34 contre les Patriots de la Nouvelle-Angleterre.
En 2017, la production de Blue baisse pour la deuxième saison consécutive. Il ne dépasse les 100 yards (108) que lors du match perdu 6 à 34 contre les Steelers de Pittsburgh et joué à la Noël. Il termine la saison avec un bilan de 262 yards et un touchdown inscrit à la course et avec sept réceptions pour un gain supplémentaire de 54 yards.
Le 30 avril 2018, Blue signe une prolongation de contrat d'un an avec les Texans. En fin de saison, il a gagné 499 yards et inscrit deux touchdowns à la course. En phase finale (wild card) contre les Colts d'Indianapolis (défaite 7 à 21), Blue ne ggane que 17 yards à la course.

#### Jaguars de Jacksonville
Le 1er avril 2019, Blue signe avec les Jaguars de Jacksonville. Le 1er septembre, il est placé sur la liste des blessés  et il est finalement libéré le 28 octobre 2019 sans avoir joué de match pour la franchise.

## Statistiques
| Année       | Équipe        | Statut      | MJ |     | Courses | Courses | Courses | Courses |       | Passes réceptionnées | Passes réceptionnées | Passes réceptionnées | Passes réceptionnées |
| Année       | Équipe        | Statut      | MJ | Nb. | Yards   | Moy.    | TD      | Nb.     | Yards | Moy.                 | TD                   |                      |                      |
| 2010        | Tigers de LSU | Fr.         | 11 | 20  | 101     | 5,1     | 1       | 1       | 01    | 01,0                 | 0                    |                      |                      |
| 2011        | Tigers de LSU | So.         | 13 | 78  | 539     | 6,9     | 7       | 1       | - 3   | - 1,0                | 0                    |                      |                      |
| 2012        | Tigers de LSU | Jr.         | 04 | 40  | 270     | 6,8     | 2       | 7       | 45    | 06,4                 | 0                    |                      |                      |
| 2013        | Tigers de LSU | Sr.         | 13 | 71  | 343     | 4,8     | 1       | 5       | 62    | 12,4                 | 0                    |                      |                      |
| Totaux NCAA | Totaux NCAA   | Totaux NCAA | 41 | 209 | 1 263   | 6,0     | 11      | 16      | 105   | 6,6                  | 0                    |                      |                      |

| Année      | Équipe            | MJ |     | Courses | Courses | Courses | Courses |       | Passes réceptionnées | Passes réceptionnées | Passes réceptionnées | Passes réceptionnées |  | Fumbles | Fumbles |
| Année      | Équipe            | MJ | Nb. | Yards   | Moy.    | TD      | Nb.     | Yards | Moy.                 | TD                   | Nb.                  | Perdus               |  |         |         |
| 2014       | Texans de Houston | 16 | 169 | 528     | 3,1     | 2       | 15      | 113   | 7,5                  | 1                    | 0                    | 0                    |  |         |         |
| 2015       | Texans de Houston | 16 | 183 | 698     | 3,8     | 2       | 15      | 109   | 7,3                  | 1                    | 2                    | 1                    |  |         |         |
| 2016       | Texans de Houston | 14 | 100 | 420     | 4,2     | 1       | 12      | 040   | 3,3                  | 0                    | 2                    | 1                    |  |         |         |
| 2017       | Texans de Houston | 11 | 071 | 262     | 3,7     | 1       | 07      | 054   | 7,7                  | 0                    | 0                    | 0                    |  |         |         |
| 2018       | Texans de Houston | 16 | 150 | 499     | 3,3     | 2       | 20      | 154   | 7,7                  | 2                    | 0                    | 0                    |  |         |         |
| Totaux NFL | Totaux NFL        | 62 | 670 | 2 407   | 3,6     | 8       | 69      | 470   | 6,8                  | 2                    | 4                    | 2                    |  |         |         |

| Année      | Équipe            | MJ |     | Courses | Courses | Courses | Courses |       | Passes réceptionnées | Passes réceptionnées | Passes réceptionnées | Passes réceptionnées |  | Fumbles | Fumbles |
| Année      | Équipe            | MJ | Nb. | Yards   | Moy.    | TD      | Nb.     | Yards | Moy.                 | TD                   | Nb.                  | Perdus               |  |         |         |
| 2015       | Texans de Houston | 1  | 17  | 99      | 5,8     | 0       | 0       | 0     | 0,0                  | 0                    | 0                    | 0                    |  |         |         |
| 2016       | Texans de Houston | 2  | 03  | 06      | 2,0     | 0       | 0       | 0     | 0,0                  | 0                    | 0                    | 0                    |  |         |         |
| 2018       | Texans de Houston | 1  | 02  | 08      | 4,0     | 0       | 2       | 11    | 5,5                  | 0                    | 0                    | 0                    |  |         |         |
| Totaux NFL | Totaux NFL        | 4  | 22  | 113     | 5,1     | 0       | 2       | 11    | 5,5                  | 0                    | 0                    | 0                    |  |         |         |